# Hlyboke (okres Užhorod)
Hlyboke, česky také Hluboká, ukrajinsky Глибоке, maďarsky Mélyút,  je osada obce Ruski Komarivci v Baranynské územní komunitě, v okrese Užhorod, v Zakarpatské oblasti na západě Ukrajiny. V roce 2001 žilo v této obci 577 obyvatel.

## Historie
Do uzavření Trianonské smlouvy byla ves součástí Uherska, poté byla (pod názvem Hluboká) součástí Československa. V roce 1921 zde stálo 104 domů a žilo 511 obyvatel, z toho 155 Čechů a Slováků, 251 Rusínů a 101 Židů. Od roku 1945 byla součástí Ukrajinské sovětské socialistické republiky, která byla součástí SSSR. Od roku 1991 je  součástí nezávislé Ukrajiny.